# Consell d'Assistència Econòmica Mútua

Mapa dels estats membres del Comecon al novembre de 1986.
Membres
Membres que no van participar
Associats
Observadors

El Consell d'Assistència Econòmica Mútua (CAEM), també conegut com a COMECON, va ser un organisme soviètic amb l'objectiu de gestionar la cooperació econòmica entre les democràcies populars i l'URSS. Es va formalitzar el gener de 1949 i també se'l va anomenar el "pla Marshall soviètic", en contraposició a la mesura dels Estats Units. Va ser fundat per l'URSS, Bulgària, Hongria, Polònia, Romania i Txecoslovàquia inicialment, després s'hi afegí Albània el mateix any i República Democràtica Alemanya l'any 1950. Posteriorment s'hi van afegir Mongòlia (1962), Cuba (1972) i el Vietnam (1978).
Altres estats hi participaren en qualitat d'observadors: Iugoslàvia (amb un estatus especial d'associació), Finlàndia, Mèxic, Nicaragua, Angola, Moçambic, Etiòpia, Iemen del sud, Iraq, Afganistan i Laos.
La República Popular de la Xina va assistir com a convidada a algunes reunions del Consell fins a l'any 1961.
Inicialment va ser més un gest antiamericà que un organisme actiu, però cap al 1956 va començar a funcionar en els països del bloc de l'est.
Finalment, l'organisme es va dissoldre el 1991, durant el mandat de Mikhaïl Gorbatxov, a conseqüència del seu programa de reformes econòmiques (perestroika).

## Membres del COMECON
Gener de 1949: 
- Bulgària
- Txecoslovàquia
- Hongria
- Polònia
- Romania
- Unió Soviètica

Febrer de 1949: 
- Albània (malgrat que no renuncià formalment com a membre fins a 1987, deixà de participar en les activitats del Comecon el 1961)

1950:
- República Democràtica Alemanya

1962:
- Mongòlia

1972:
- Cuba

1978:
- Vietnam

## Associats
1964:
- Iugoslàvia

## Observadors
1950:
- Xina (deixà de participar en les activitats del Comecon el 1961)

1956:
- Corea del Nord

1973:
- Finlàndia

1975:
- Iraq
- Mèxic

1976:
- Angola

1984:
- Nicaragua

1985:
- Moçambic

1986:
- Afganistan
- Etiòpia
- Laos
- Iemen del Sud